# Parc forestier Reine Elisabeth
 (février 2024).
Le parc forestier Queen Elizabeth est un parc forestier de 196 km² situé dans les Highlands écossaises. Il s'étend des rives orientales du Loch Lomond jusqu'aux montagnes de Strathyre. Le parc forestier est l'un des six parcs de ce type en Écosse et a été créé en 1953, l'année du couronnement d'Elisabeth II. Il appartient et est géré par Forestry and Land Scotland.

## Galerie

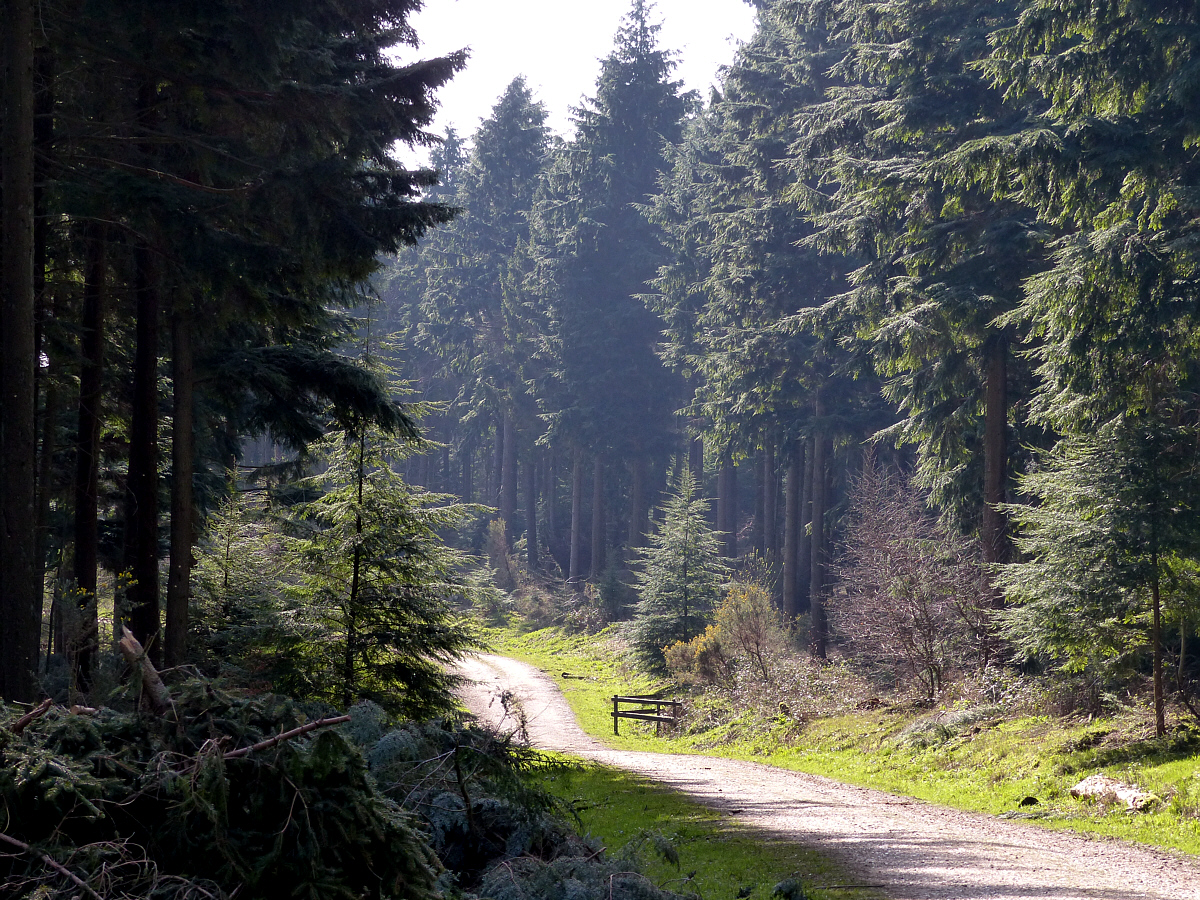
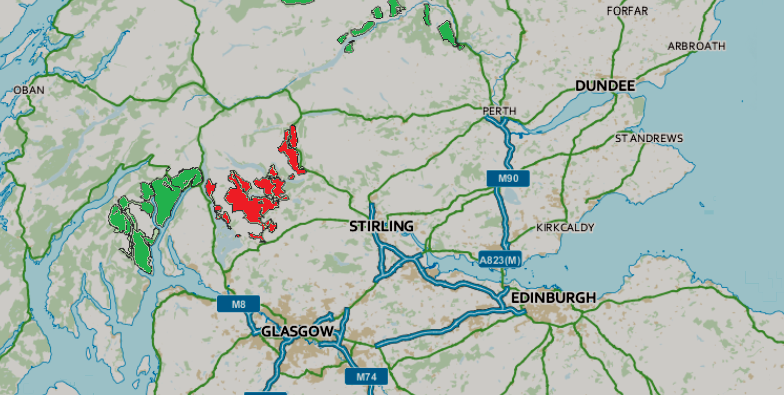
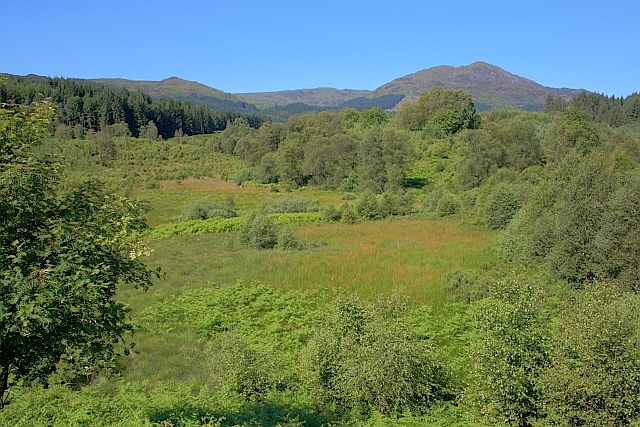
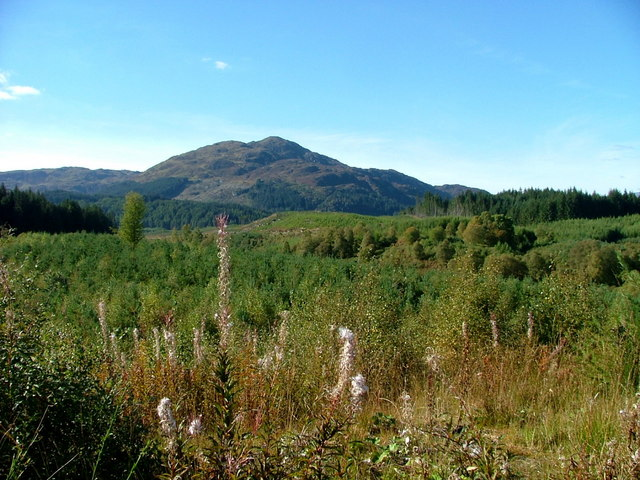
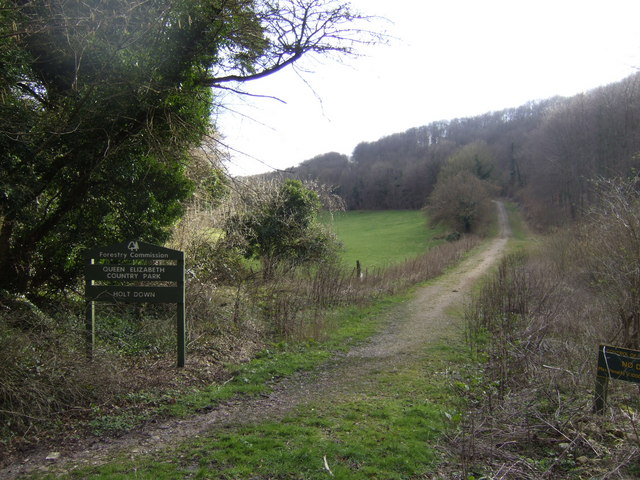